# Disco Inferno (singolo The Trammps)
Disco Inferno è un celebre brano disco, originariamente registrato nel 1976 dai The Trammps per l'album omonimo. In seguito la canzone fu registrata nuovamente da Cyndi Lauper per la colonna sonora del film A Night at the Roxbury e da Tina Turner per la colonna sonora del film Tina - What's Love Got to Do with It.La canzone appare anche nelle espansioni di Grand Theft Auto IV "episode from Liberty City".

## Descrizione
Disco Inferno fu originariamente registrata dai The Trammps nel 1976 e pubblicata come disco singolo. Il brano, caratterizzato dalla notevole durata (quasi 11 minuti), raggiunse la vetta della classifica dei singoli da discoteca, ma generalmente non fu un successo significativo, arrivando al suo apice alla posizione numero 53 della Billboard Hot 100. Secondo quanto detto dal DJ Tom Moulton (che si occupò del mix del brano), i livelli di mixaggio della canzone furono sbagliati, rendendo il ritmo del brano molto più veloce di quanto era accettato ai tempi.
La canzone acquistò notevole fama nel 1977, quando fu inserita nella colonna sonora del film La febbre del sabato sera, diretto da John Badham e interpretato da John Travolta. Ripubblicata dalla Atlantic Records, riuscì ad arrivare fino all'undicesima posizione negli Stati Uniti durante la primavera del 1978, diventando il maggior successo nella carriera dei Trammps. In seguito fu anche inserita nell'accompagnamento musicale dell'adattamento teatrale di La febbre del sabato sera.

## Tracce
1. Disco Inferno
2. You Touch My Hot Line

## Classifiche
| Classifica (1976)               | Posizione massima |
| ------------------------------- | ----------------- |
| Stati Uniti dance               | 1                 |
| Classifica (1977)               | Posizione massima |
| Stati Uniti classifica generale | 11                |
| Regno Unito                     | 16                |

## Versione di Tina Turner
Tina Turner registrò una cover del brano nel 1993, di durata assai ridotta, per l'album What's Love Got To Do With It, colonna sonora del film Tina - What's Love Got to Do with It, ed il singolo ottenne una notevole popolarità, raggiungendo la posizione numero 12 della classifica inglese, quattro posizioni più in alto della versione originale dei The Trammps (#16).

### Versioni ufficiali e remix
1. Disco Inferno (Album Version) – 4:03
2. Disco Inferno (12" Version) – 5:33
3. Disco Inferno (12" Dub) – 6:57

### Classifiche
| Classifica (1993)     | Posizione massima |
| --------------------- | ----------------- |
| Regno Unito - Singoli | 12                |
| Regno Unito - Radio   | 3                 |
| Stati Uniti dance     | 8                 |
| Irlanda               | 13                |
| Paesi Bassi           | 17                |

## Versione di Cyndi Lauper
Cyndi Lauper eseguì il brano dal vivo per la prima volta a New York il 21 giugno 1998.
Il singolo del brano, registrato per la colonna sonora del film A Night at the Roxbury fu ufficialmente pubblicato il 3 agosto 1999, benché la distribuzione fosse cominciata già il 24 luglio in alcune zone.

### Versioni ufficiale e remix
1. Disco Inferno (Boris & Beck Roxy Edit Dub)
2. Disco Inferno (Boris & Beck Roxy Dub)
3. Disco Inferno (Club Mix)
4. Disco Inferno (Rescue Me Mix)
5. Disco Inferno (Soul Solution A Capella)
6. Disco Inferno (Soul Solution Drumapella)
7. Disco Inferno (Soul Solution Mix)
8. Disco Inferno (Soul Solution Radio Edit)

### Classifiche
| Classifica (1999)      | Posizione massima |
| ---------------------- | ----------------- |
| Stati Uniti dance club | 8                 |
| Stati Uniti dance      | 12                |
| singoli Amazon         | 10                |

## Altre cover
- I Dread Zeppelin nell'album del 1992 It's Not Unusual.
- Fast Eddie ha campionato Disco Inferno nel brano I Want You, Girl.
- Marcia Hines ha registrato una cover di Disco Inferno nell'album del 2006 Discotheque.
- Madonna ha cantato il brano Music sulla base di Disco Inferno durante il Confessions Tour del 2006, creando il mash-up Music Inferno.
- Una versione del brano registrata dai The Earl Young Band è stata inclusa nel videogioco Dungeon Keeper 2.
- I The Countdown Singers hanno realizzato una cover del brano.
- Amber Riley ha cantato questa canzone nel sedicesimo episodio della terza stagione di Glee, chiamato Saturday Night Glee-ver dedicato proprio al film La febbre del sabato sera.